# Impedància característica del buit

Fig.1 Radiació electromagnètica

La impedància característica del buit, {\displaystyle Z_{o}}, és uns constant física relacionada amb les magnituds del camp elèctric i el camp magnètic de la radiació electromagnètica que viatja en el buit. La impedància característica en el buit té dimensions d'Ohm i és independent de la longitud d'ona o freqüència de la radiació.

## Càlcul
En el buit la radiació és una ona plana, i aplicant les equacions de Maxwell s'obté:
{\displaystyle Z_{0}={\frac {|E|}{|H|}}=\mu _{0}c_{0}={\sqrt {\frac {\mu _{0}}{\varepsilon _{0}}}}={\frac {1}{\varepsilon _{0}c_{0}}}=119.9169832\;\pi \ \Omega \simeq 120\pi \Omega }
on
{\displaystyle \mu _{0}=} correspon a la permeabilitat magnètica de l'espai buit.
{\displaystyle \varepsilon _{0}=} correspon a la permitivitat elèctrica de l'espai buit i
{\displaystyle c_{0}=} correspon a la velocitat de la llum en el buit.